# M/S Rödlöga
M/S Rödlöga är ett passagerarfartyg, som byggdes år 1951 i aluminium på Gustavsson & Anderssons varv på Lidingö.. Hon levererades  i juli 1951 till Nynäshamns Skeppsmäkleri och Speditionskontor under namnet Havsvinden för trafik mellan Nynäshamn och Nåttarö, men såldes kort tid senare till Pegasus AB som döpte om henne till Rödlöga och satte henne i trafik för Waxholmsbolaget.
Rödlöga övertogs av Waxholmsbolaget år 1953 och var i drift för bolaget till den 6 oktober 1990. Hon har bytt ägare flera gånger sedan dess och ägs idag av  Ängsholmen Rederi AB. Hon är i fint skick med många originaldetaljer och inredningen, exteriören och färgsättningen har bevarats som den såg ut 
på 1950-talet. Rödlöga används idag främst till chartertrafik och som reservbåt för Waxholmsbolaget.
Hon är väldokumenterad och K-märkt.